# 萨吉
萨吉，是匈牙利巴兰尼亚州所辖的一个村。总面积9.40平方公里，总人口140，人口密度14.9人/平方公里（2011年1月1日）。